# 도널드 혼
도널드 리치먼드 혼(Donald Richmond Horne, 1921년 12월 26일 ~ 2005년 9월 8일)은 1960년대부터 사망할 때까지 매우 저명한 지식인으로서 오스트레일리아의 언론인, 작가, 사회 비평가, 학자였다.
혼은 소설 4권과 역사, 회고록, 정치 및 문화 분석을 담은 20권이 넘는 저서를 출판한 다작 작가였다. 그는 또한 더 불리틴, 더 옵서버, 쿼드란트의 편집장을 역임했다. 그의 가장 유명한 작품은 《운 좋은 나라》 (The Lucky Country, 1964년)로, 오스트레일리아 사회에 대한 평가를 통해 많은 전통적인 태도에 대한 문제를 제기했다. 그는 "오스트레일리아는 행운의 나라로, 2류 인물들이 그 행운을 함께 한다."라고 쓰기도 했다.